# 1788 au Québec
Cet article traite des événements survenus en 1788 au Québec. 

## Événements

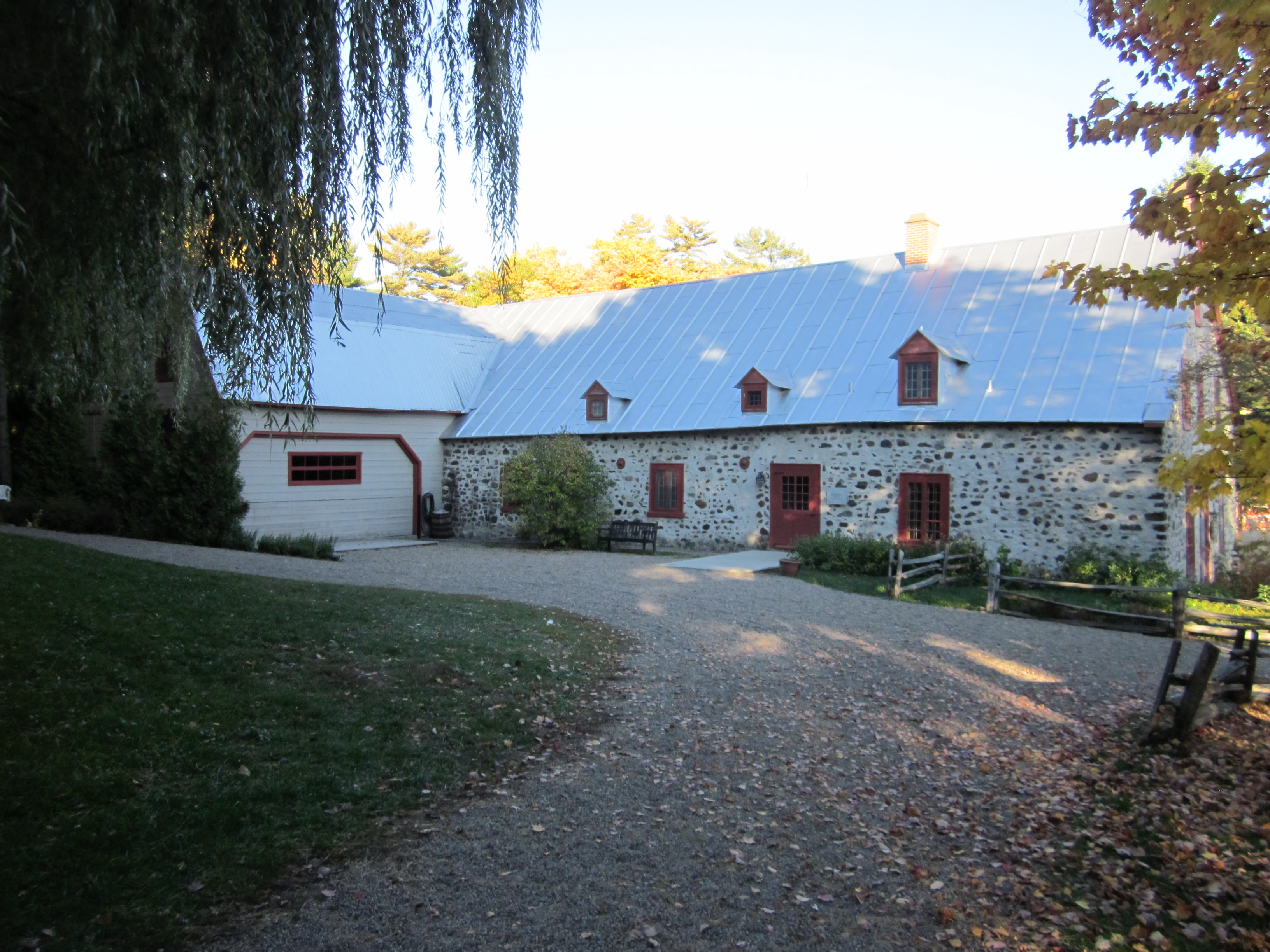
Moulin seigneurial de Tonnancour construit en 1788

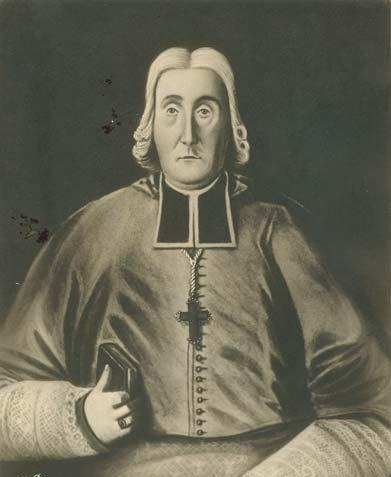
Louis Philippe Mariauchau d'Esgly

- 12 juin : Jean-François Hubert devient évêque de Québec.
- La région de la Province of Quebec dominée par les Loyalistes et qui allait devenir le Haut-Canada crée les districts administratifs de Hesse, Nassau, Mecklenburg et Lunenberg[1].
- Fondation de Welland dans la Péninsule du Niagara.
- La Compagnie du Nord-Ouest établit le Fort Chipewyan à l'ouest du Lac Athabasca.

### Côte du Pacifique
- Mai : John Meares part de Chine avec deux navires anglais ayant bannière portugaise. Il vient avec plusieurs artisans chinois. Il s'établit dans la Baie de Nootka. Ils repartent en septembre.
- Maquinna est alors le chef des Nootkas et la traite des fourrures de la région passe par son clan.
- Des espagnols sous le commandement de Esteban José Martínez font une expédition jusqu'en Alaska pour retrouver des postes russes. Ils réussissent à en trouver. Les russes leur font savoir qu'ils ont l'intention d'établir un poste dans la Baie de Nootka sur l'Île de Vancouver.

## Naissances
- 1er janvier : Peter Warren Dease, explorateur.
- 27 février : Rosalie Papineau-Dessaulles.
- 14 octobre : Sir Edward Sabine, astronome.
- 28 octobre : Simon d'Entremont, politicien.
- Henry Daniel Thielcke, peintre.
- John Frothingham, homme d'affaires.

## Décès
- 4 juin : Louis-Philippe Mariauchau d'Esgly, évêque de Québec.
- 9 juin : Hector Theophilus de Cramahé, administrateur colonial britannique.
- Jean-François de La Pérouse, militaire français dans la marine.